# Jatropha hypogyna
Jatropha hypogyna là một loài thực vật có hoa trong họ Đại kích. Loài này được Radcl.-Sm. & Thulin mô tả khoa học đầu tiên năm 1991.